# Paróquia de Nossa Senhora do Livramento
A Igreja Matriz de Nossa Senhora do Livramento é um templo católico e uma paróquia situada no município de José de Freitas.

## História
Em 1700, na Fazenda da Boa Esperança, foi construída uma rústica Capela anexa à casa da Fazenda. 59 anos depois, por estar em ruínas, Antônio Borges Leal Castelo Branco constrói, no lugar da referida Capela uma igreja que é dedicada ao culto de Nossa Senhora do Livramento, cuja imagem foi trazida de Portugal.

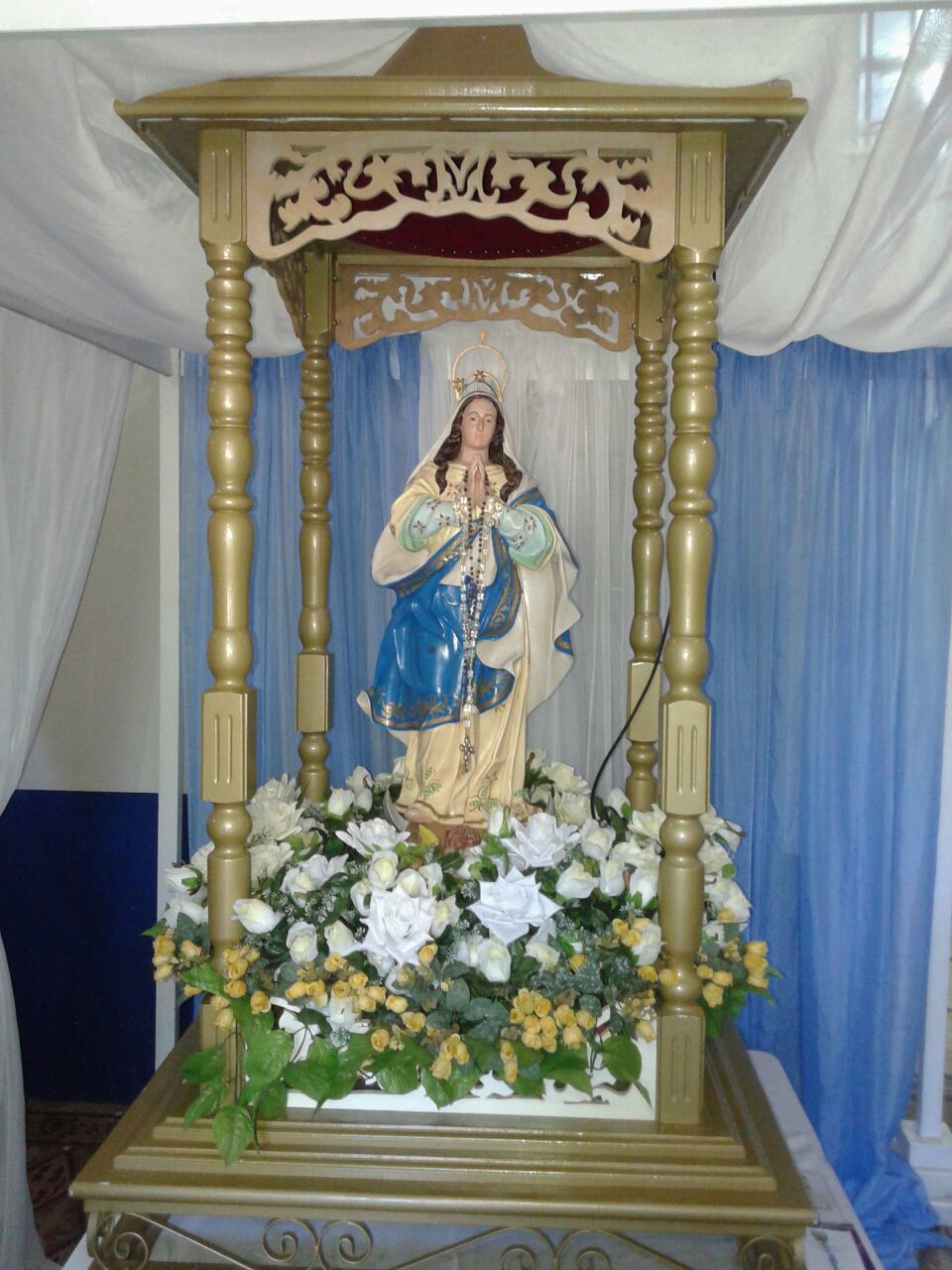
Imagem de Nossa Senhora do Livramento, padroeiro de José de Freitas-PI.

A elevação à categoria de paróquia só aconteceu no dia 20 de julho de 1874, pela Lei Provincial nº 873. Mesmo antes de ser elevada a esta categoria, a Capela do Livramento era já assistida por Capelões, dentre eles se pode destacar os Padres: José Lopes Pereira, Manuel Fernandes Homem (1758-1761), João Paes Godinho (1763-1768) e Manuel Gomes Correia.

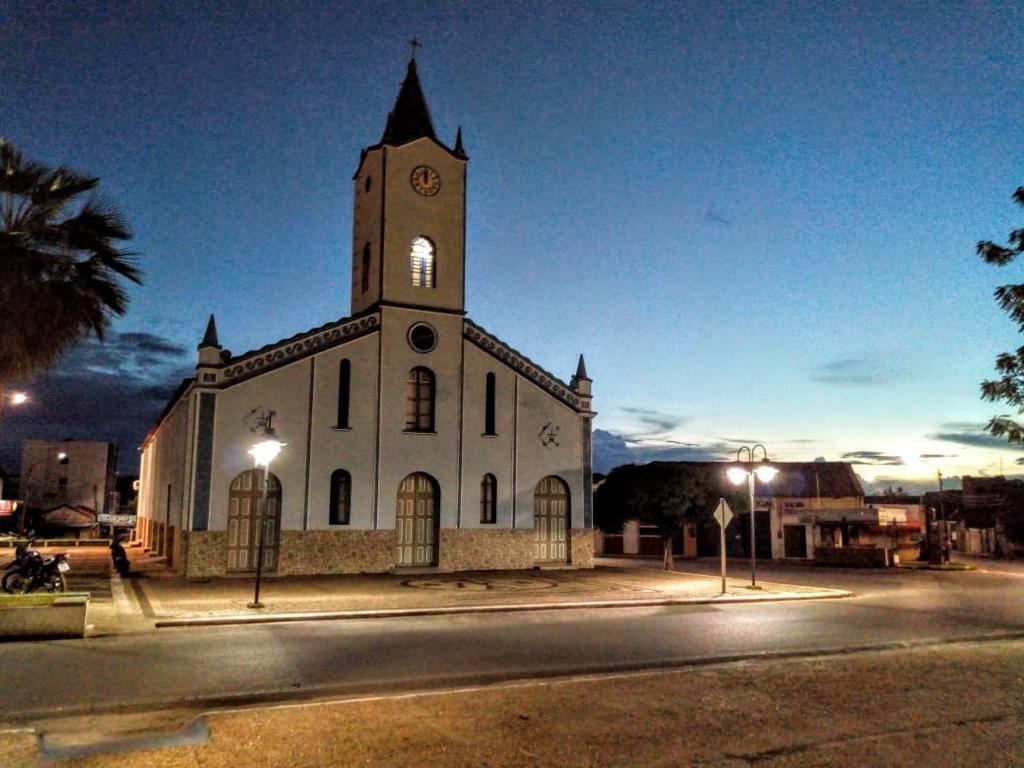
Paróquia de Nossa Senhora do Livramento - José de Freitas-PI.

## Novenário
A Diocese de Campo Maior por meio da Paróquia de Nossa Senhora do Livramento tem o tradicional festejo com início dia 06 de agosto no município de José de Freitas e segue até o dia 15 do mesmo mês, data solene de Nossa Senhora do Livramento com procissão pela cidade e celebração de missa campal, que reúne cerca de 12.000 fiéis.

## Reforma da Igreja Matriz
Em março de 2016 os paroquianos iniciaram uma campanha para a reforma da Igreja Matriz, que foi finalizada no ano de 2017. No dia 29 de dezembro de 2017 às 19:30 horas, a missa em Ação de Graças pela conclusão da reforma da Igreja de Nossa  Senhora do Livramento foi celebrada pelo bispo diocesano de Campo Maior, Dom Francisco de Assis Gabriel dos Santos, juntamente com o Pároco Padre Gilcimar que desde o ano de 2016 com a população de José de Freitas, une forças para que a obra da igreja fosse finalizada. O Padre convidou toda população de José de Freitas para participar da missa, em entrevista a uma rádio comunitária local. A seguir foto da Capela do Santíssimo após a reforma do templo da Igreja Matriz paroquial. 

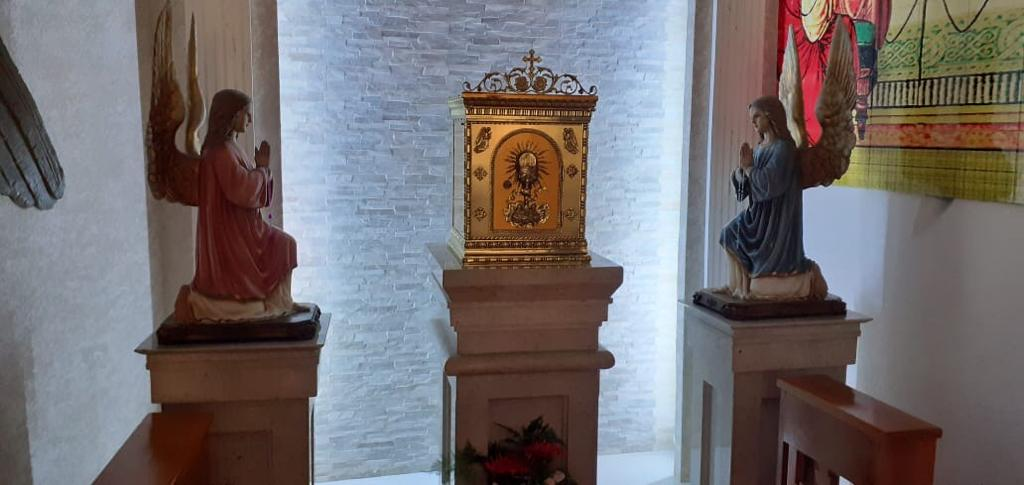
Capela do Santíssimo - Paróquia de Nossa Senhora do Livramento

## Dados da paróquia
Missas dominicais: 06:30, 17:00 e 19:30 horas.
Segunda-feira: 06:30 horas;
Terça-feira: 06:30 horas;
Quinta-feira: 06:30 horas;
Sexta-feira: 06:30 horas;
Batizado comunitário: Todos os Domingos;
Casamento comunitário: Todos os Domingos;
Confissões: 1ª Sexta-feira do mês
Em 27 de Dezembro de 1991 foi desmembrada da Paróquia de Nossa Senhora do Livramento, a Paróquia de Nossa Senhora do Rosário localizada no Bairro Cidade Nova à época chamado de Capão do Forno, sendo portanto a segunda paróquia do Município de José de Freitas. Em 21 de janeiro 2019 a Paróquia Matriz teve outro desmembramento, desta vez pela criação da Área Pastoral Santo Antonio, localizada no Bairro Santo Antonio, José de Freitas-PI. Ainda assim a Paróquia matriz é a maior da Diocese de Campo Maior, em termos de cristãos e número de comunidades.